# Javorka a Cidlina - Sběř
Javorka a Cidlina - Sběř este o arie protejată (arie specială de conservare — SAC, sit de importanță comunitară — SCI) din Republica Cehă întinsă pe o suprafață de 307,29 ha, integral pe uscat.

## Localizare
Centrul sitului Javorka a Cidlina - Sběř este situat la coordonatele 50°18′11″N 15°28′30″E / 50.303056°N 15.475°E.

## Înființare
Situl Javorka a Cidlina - Sběř a fost declarat sit de importanță comunitară în aprilie 2005 pentru a proteja 2 specii de animale. Situl a fost protejat și ca arie specială de conservare în iunie 2014.

## Biodiversitate
Situată în ecoregiunea continentală, aria protejată nu include niciun habitat protejat.
La baza desemnării sitului se află mai multe specii protejate de  nevertebrate (2): Phengaris nausithous, Unio crassus.